# Susana Richa de Torrijos
Susana Richa de Torrijos (sinh ngày 22 tháng 10 năm 1924) là một nhà giáo dục, nhà tiểu luận và chính trị gia người Panama.

## Tiểu sử
Richa học tại trường Normal School of Santiago, nơi bà có được bằng cấp về giáo viên. Sau đó, bà đủ tiêu chuẩn tốt nghiệp ngành triết học, giáo sư tiếng Tây Ban Nha tại Đại học Panama và bằng tiến sĩ triết học tại Đại học Complutense Madrid.
Là một nhà giáo dục, bà là một giáo viên người Tây Ban Nha tại Trường Sư phạm Santiago, Liceo de Señoritas, Đại học Católica Santa María La Antigua và Đại học Panama. Bà đã từng là giám đốc của Khoa Tây Ban Nha, trưởng khoa Triết học, Nghệ thuật và Giáo dục, thành viên Ban biên tập, thành viên Hội đồng quản trị, Phó hiệu trưởng học thuật, và Hiệu trưởng phụ trách Đại học Panama.
Trong lĩnh vực giáo dục công cộng, Richa là Giám sát viên quốc gia Tây Ban Nha, Phó Giám đốc và Giám đốc Quốc gia về Giáo dục Trung học, Giám đốc Giáo dục Quốc gia, Thứ trưởng Bộ Giáo dục và Bộ trưởng Giáo dục Panama từ năm 1981 đến 1984. Là một nhà tiểu luận, bà đã xuất bản hai tác phẩm: Compendio de lítatura hispanoamericana y panameña và La giáoación panameña, situación, Problemas y soluciones.
Là một chính trị gia, trong chính phủ của Ernesto Pérez Balladares, bà được bổ nhiệm làm thống đốc tỉnh Panamá từ năm 1994 đến 1998, khi bà từ chức để trở thành nhà lập pháp của Quốc hội cho Đảng Cách mạng Dân chủ năm 1999, và tái đắc cử năm 2004. Bà là phó chủ tịch Quốc hội trong hai lần: 2001-2002 và 2006-2007.
Vào tháng 12 năm 1999, Richa bị tách khỏi vị trí giáo sư tại Khoa Nhân văn tại Đại học Panama theo Luật Faúndes, cấm các quan chức công cộng phục vụ ngoài 75 tuổi. Bà đã kiện trước Phòng thứ ba của Tòa án Công lý Tối cao để đảo ngược điều này, nhưng không thành công. Vào ngày 20 tháng 8 năm 2007, bà đồng tài trợ cho một sáng kiến đã bãi bỏ thành công Luật Faúndes. Năm 2011, bà nhận được một giải thưởng trong 50 năm phục vụ với trường Đại học.
Richa kết hôn với Hugo Torrijos (anh trai của Tướng Omar Torrijos Herrera) và có một con trai, chính trị gia Hugo Torrijos Richa, qua đời năm 2010  Bà cũng là dì của cựu Tổng thống Martín Torrijos.